# 南韩大讨伐作战
南韩大讨伐作战（남한 대토벌 작전）是大日本帝国于从1909年9月1日起到10月30日，在大韩帝国内的全罗南道及其外围地区抵抗的抗日义兵而建立的讨伐作战。

## 背景
自1907年大韩帝国军队被解散以来，随着解散的士兵加入义兵行列，义兵的活动扩大到了全国。因此，从1907年到1909年上半年的大约两年时间里，是全国斗争过程中最激烈的斗争时期。
从1907年到1909年，义兵对日军的战斗次数多达2,700次，仅参战义兵人数就达到约4万多人。这些抗日义兵斗争以汉城府为中心，在全国范围内非常活跃，全国爆发了义兵战争，唯独湖南地区在1909年年中以后才进入义兵，为此，日本帝国主义在9月－10月开始扫荡两个月，并再次向其他地区投入兵力。尽管如此，他还是遇到了两个月的激烈抵抗。

## 日本帝国主义的义兵讨伐作战
直到1909年，义兵活动才得以展开，其他地区自然被日本帝国主义镇压。以1909年9月为基准，对全罗道地区展开义兵扫荡作战。因此，日本帝国自1909年9月1日以来，在大约两个月的时间里，以所谓的"南韩暴徒大讨伐行动"的名义，对抗日义兵最激烈的全罗南道地区进行了大规模镇压。
动员了2,000多名正规军，分三个阶段的行动镇压了全罗南道地区的抗日义兵，第一阶段的作战以全罗北道南原为起点，通往高兴、光州、灵光等地的外围地区，第二阶段以高兴、光州、光荣附近为起点，到达西南海岸，第三阶段是以消灭逃往全罗南道西部地区为基地的抗日义兵，以无人岛地区为对象的所谓"焦土化作战"。
日本帝国军队以压倒性的火力优势，动用残余手段，使平民在民房中惨遭抢劫、纵火甚至屠杀，导致无数平民被屠杀。
在此过程中，仅抗日义兵就牺牲了103人，其中抗日义兵长全海山等23人被日军逮捕，在刑场殉国。此时，被日军俘获的抗日义兵有时遭到强制劳动，其典型案例是，从海南经长兴、宝城、乐安、顺天到顺天的光阳至河东的道路作业中，被强制劳役。后来，日军将这条路命名为"暴徒路"。